# Famille von Hedemann
La famille von Hedemann est  une famille noble du Holstein, qui a formé une lignée hanovrienne, une lignée prussienne, trois lignées danoises et une lignée de Nienhof.

## Histoire
La famille vient du comté de Diepholz et se propage de là vers le nord et dans les États baltes. Le conseiller princier de Lunebourg, Erich Hedemann (de), obtient, pour lui et ses descendants, la charge impériale de comte palatin de la cour par un diplôme impérial délivré à Vienne le 18 mars 1615. Son fils cadet Hermann Friedrich von Hedemann, capitaine de cavalerie impérial et propriétaire du manoir de Tangstedt dans le Holstein, est anobli avec sa (seconde) femme Anna Elisabeth, née von Gallen, par un diplôme impérial délivré à Ratisbonne le 15 janvier 1653, élevé à la noblesse chevaleresque impériale. Sa descendance s'éteint. Son frère aîné, le conseiller de la cour de Brunswick Ernst Christian von Hedemann auf Herzberg und Dorste (mort en 1694), obtient également la noblesse impériale par diplôme impérial délivré à Vienne le 29 mars 1689. Le diplôme est renouvelé le 28 juillet 1691. L'arrière-petit-fils de ce dernier, Georg von Hedemann (de) (1729-1782) (né le 18 juillet 1729), vint au Schleswig-Holstein où il achète le manoir de Hemmelmark en 1751. Ses onze fils issus de son (second) mariage avec Davidia, née von Drieberg (1733-1795) répandent la branche dans le Schleswig-Holstein, le Danemark et le Hanovre en de nombreuses branches.
Vers 1696, une branche de la famille von Hedemann possède le manoir d'Elvershausen et exerce le patronage de l'église locale. Les armoiries des von Hedemann ornent l'autel de la chaire de l'église Saint-Valentin d'Elvershausen, offert par la famille en 1710.
Le 20 février 1729, le lieutenant de la Garde de Brunswick-Lunebourg Heinrich Christoph von Hedemann obtient, à sa demande, la confirmation de son appartenance à la chevalerie estonienne.
L'admission à la noblesse du royaume de Danemark est effectuée par des brevets de naturalisation du 28 novembre 1873 pour Otto Vilhelm Hedemann (1838-1916, 1re branche) et le major-général Johan Christopher Georg Hedemann (de) (1825–1901, 2e branche).

## Hedemann-Heespen
En 1776, la lignée masculine de la famille noble von Heespen s'éteint avec la mort du conseiller budgétaire Christian Friedrich von Heespen (de) (1717–1776) à Lübeck.
Wilhelm Heespen (de), fils de Tilemann Heespen, originaire des Pays-Bas, est greffier dans les comtés d'Oldenbourg et de Delmenhorst. Il se marie avec la fille d'Anton Günther von Velstein qui, en tant que juriste, conseiller du comté d'Oldenbourg et juge de district à Ovelgönne, à Prague le 28 octobre 1652 la noblesse impériale chevaleresque avec le prédicat de et pour sa personne la dignité de comte palatin et le titre de conseiller impérial, mais qui est décédé sans héritier mâle. Par ce mariage, Heespen est entré en possession de biens et a également obtenu, par diplôme impérial délivré à Vienne le 6 juin 1686, la noblesse chevaleresque pour les terres impériales et les terres héréditaires, avec le prédicat von et zu, l'augmentation des armoiries, le droit au fief et, pour sa femme, la confirmation de la noblesse de son père, en plus de plusieurs autres privilèges, dont le privilegium de non usu.

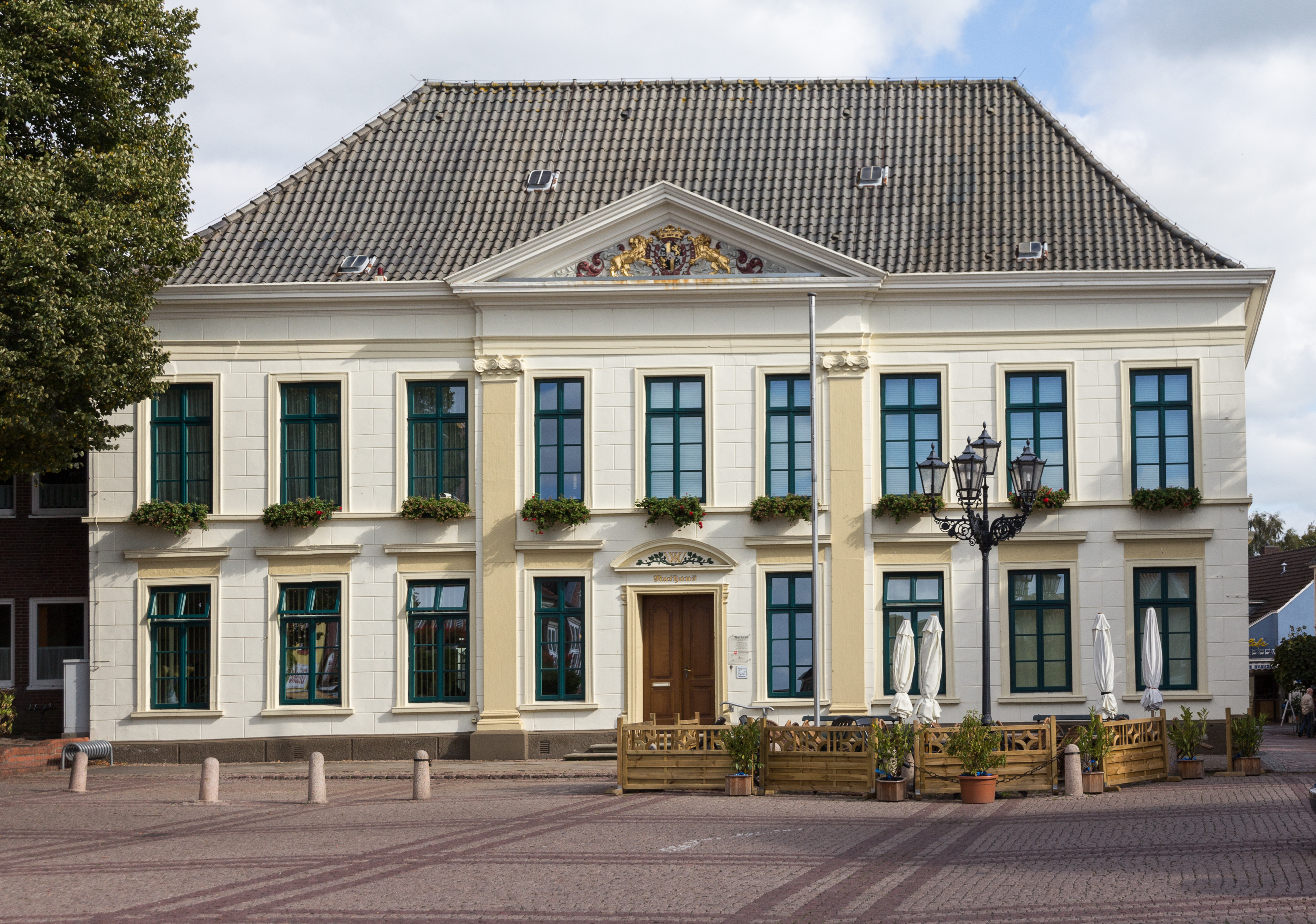
Palais Heespen, maintenant, Frise-Orientale

Son fils Alexander Tilemann von Heespen (né le 7 avril 1673 et mort le 26 décembre 1738) est conseiller privé danois et héritier universel de Christoph Gensch von Breitenau (de), qui laisse le manoir de Grünhof près de Berdum et une maison à Lübeck (Königstraße (de), aujourd'hui pharmacie aux Lions (de)).
Son fils Christian Friedrich von Heespen (né le 24 avril 1717 et mort le 18 mai 1776) fonde un fidéicommis familial et désigne son filleul Christian Friedrich von Hedemann (1769-1847) comme héritier. Celui-ci ajoute alors le nom et les armoiries de la famille von Heespen aux siennes lors de l'héritage. Cette branche de la famille s'appelle désormais von Hedemann, dit von Heespen ou plus brièvement von Hedemann-Heespen. En 1817, elle est reçue au sein de la chevalerie du Schleswig-Holstein.

## Blason

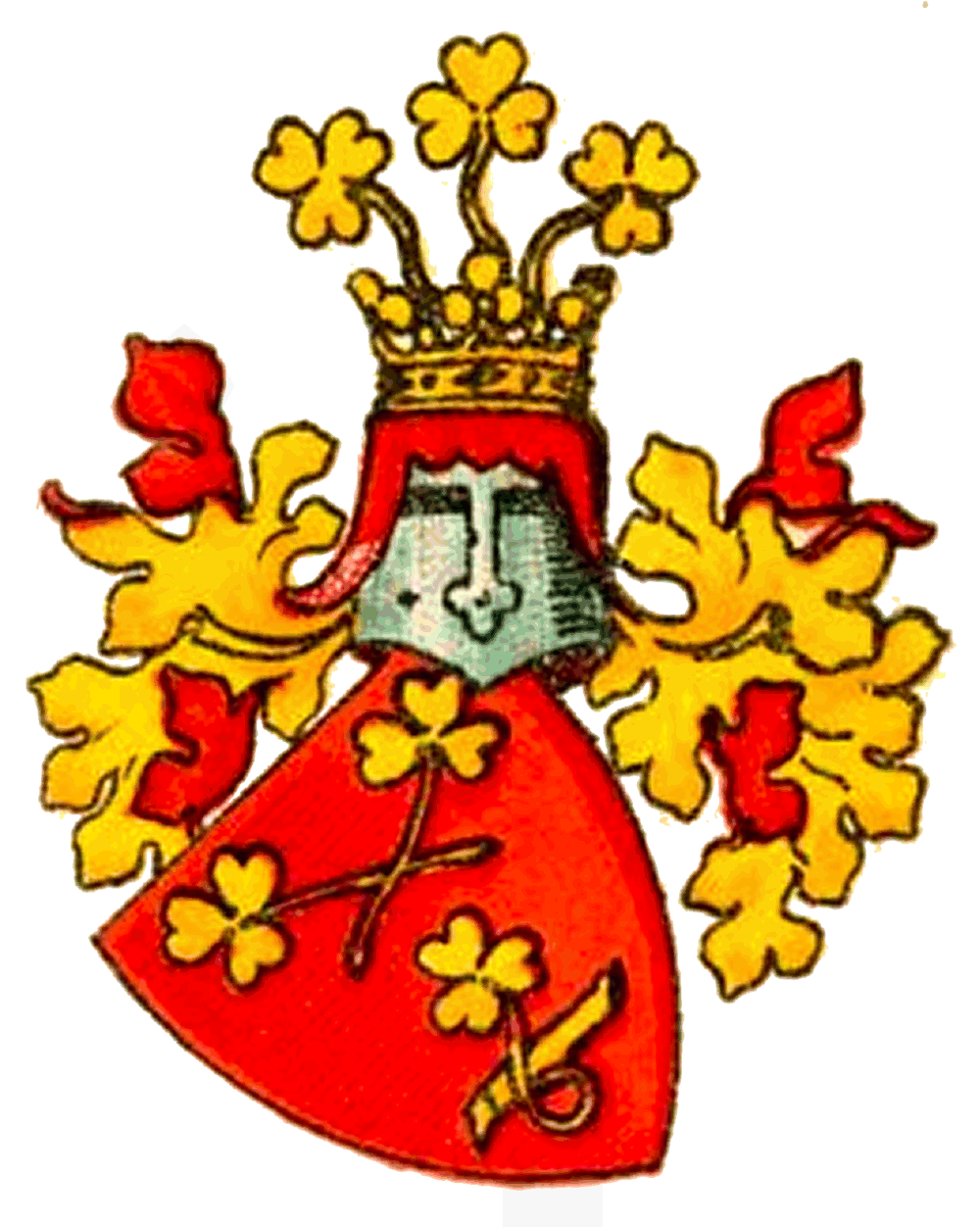
Armoiries de la famille von Hedemann

Les armoiries de la famille montrent des branches dorées croisées en rouge, chacune avec une feuille de trèfle dorée en croissance sur une courte tige dorée, sous une branche dorée couchée en travers avec une feuille de trèfle dorée. Sur le casque couronné se trouvent trois trèfles dorés sur des tiges dorées, les externes courbées vers l'extérieur. Les lambrequins sont rouges et dorés.
Les armoiries de Hedemann-Heespen, décerné en 1776, montre dans un bouclier fendu les armoiries Hedemannsch avec les trois branches de trèfle à l'avant, les armoiries von Heespen à l'arrière: en quartiers avec un bouclier cardiaque divisé du rouge sur l'argent, en elle un chevron de teinture confuse, sous lequel se trouve une rose rouge à six feuilles ensemencée d'or. Le champ I du bouclier principal est divisé par l'or et l'or; la moitié de l'aigle impérial à deux têtes s'appuie contre la ligne fendue, couronnée d'une couronne ouverte et tenant un sceptre et une épée dans sa griffe. Le champ IV est le même, seule la moitié gauche de l'aigle impérial, qui tient l'orbe ici, s'appuie contre l'écart. Les panneaux II et III montrent en noir un lion d'or couronné, à double queue et tourné vers l'intérieur tenant une étoile d'argent à huit branches dans ses pattes. Deux heaumes couronnés, dont l'un a trois trèfles dorés poussant sur de longues tiges dorées, les extérieurs courbés vers l'extérieur ; le deuxième casque montre un aigle bicéphale noir couronné sur les deux têtes d'une noble couronne d'or, tenant une épée à droite et un orbe à gauche. Les couvre-casques sont rouge-or et noir-or. Un aigle noir à droite et un lion d'or à gauche servent de porte-boucliers, à la fois de face et couronnés.

## Possessions

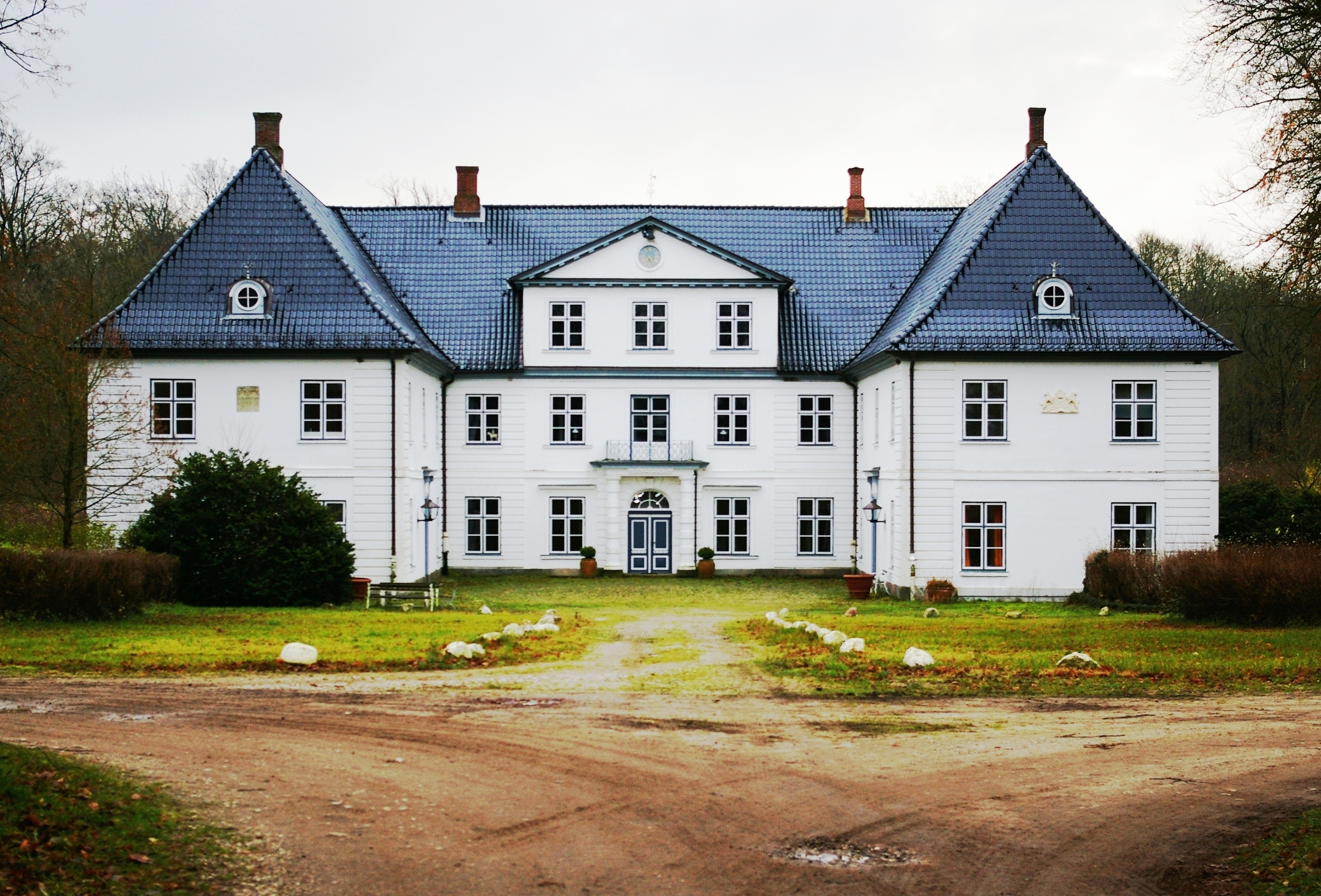
Manoir de Nienhof

- Edelhof à Dorste avec le tombeau familial (crypte) sous la tour de l'église du village Saint-Cyriaque
- Manoir d'Elvershausen (vers 1696 et plus tard)
- Tangstedt
- Manoir de Hemmelmark (jusqu'en 1817)
- Keez (Brüel) (1827-1846)
- Deutsch Nienhof avec Pohlsee (depuis 1776 jusqu'à aujourd'hui)

## Tombeau
- La chapelle Breitenau de l'église Saint-Égide de Lübeck (de) reste dans la famille jusqu'en 1870.

## Personnalités
- Erich Hedemann (de) (1567-1636), juriste et conseiller à la cour de Christian IV de Danemark et du comte Antoine-Gonthier d'Oldenbourg
- Georg von Hedemann (de) (1729-1782), propriétaire foncier et administrateur d'arrondissement
- August Ludwig Georg von Hedemann (de) (1739–1813), général de division danois
- Hartwig Johann Christoph von Hedemann (de) (1756–1816), général de division hanovrien
- Bernhard Otto von Hedemann (de) (1763-1818), général de division danois
- Christian Friedrich von Hedemann-Heespen (de) (1769–1847), propriétaire foncier
- August von Hedemann (1785-1859), général de cavalerie prussien
- Hans Hedemann (de) (1792–1859), général danois
- Johann Friedrich von Hedemann-Heespen (de) (1794-1873), propriétaire terrien du Schleswig-Holstein
- Ernst von Hedemann (de) (1800–1864), général de division hanovrien, maréchal de cour et de voyage
- Anton Rudolph Hedemann (1816–1897), amiral danois
- Johan Hedemann (de) (1825-1901), général danois
- Friedrich von Hedemann-Heespen (de) (1827-1905), propriétaire foncier du Schleswig-Holstein et député du parlement provincial du Schleswig-Holstein
- Marius Hedemann (de) (1836-1903), général et homme politique danois
- Paul von Hedemann-Heespen (de) (1869-1937) avocat administratif allemand, propriétaire foncier et historien régional
- Hartwig von Hedemann-Heespen (de) (1882–1960), propriétaire foncier, administrateur, agent de conservation de la nature et expert en oiseaux